# Albert Young
Albert "Al" Young (Baviera, Alemanya, 28 de setembre de 1877 - San Francisco, 22 de juliol de 1940) va ser un boxejador estatunidenc de primers del segle xx. El 1904 va prendre part en els Jocs Olímpics de Saint Louis, on guanyà la medalla d'or en la prova de pes wèlter. En semifinals guanyà a Jack Egan i en la final a Harry Spanjer, en ambdós combats per punts.
Un cop finalitzats els Jocs es traslladà a San Francisco, on exercí de promotor de boxa.